# Ангел Карлов
Ангел Иванов Карлов е български офицер, генерал-лейтенант.

## Биография
Роден е 23 юли 1930 г. в Свиленград. Членува в РМС и Комсомола. Завършва право в Софийския университет. Бил е последователно инструктор, първи секретар на районен комитет на ДКМС и инструктор към Градския комитет на БКП в София. Известно време води партийния комитет на завод „Кремиковци“. След това е първи секретар на Ленинския районен комитет на БКП в София и секретар на ГК на БКП в София. От 1971 до 1990 г. е кандидат-член на ЦК на БКП. През 1973 г. е произведен в чин генерал-майор. В периода юни 1973 – 1 октомври 1987 г. е първи заместник-министър на вътрешните работи по кадрите. Освободен е по здравословни причини и собствено желание. Награден е с орден „Народна република България“ – I степен за участие във Възродителния процес.